# Philip Hobel
Philip Sherman Hobel (* 1920 oder 1921 in New York City; † 23. Oktober 2013) war ein US-amerikanischer Film- und Fernsehproduzent.

## Leben
Hobel studierte am Columbia College, schloss 1942 sein Studium ab und diente während des Zweiten Weltkrieges in der United States Navy im Pazifischen Ozean. Nach dem Ende des Kriegs gründete er die Cortland Furniture Company, als deren Leiter auch tätig war. Ab 1970 wandte er sich der Film- und Fernsehproduktion zu. Zusammen mit seiner Frau gründete er die Filmverleihfirma The Cinema Guild. Zusammen mit Douglas Leiterman (1927–2012) betrieb er die Produktionsfirma Hobel-Leiterman Productions. So entstand bspw. die Dokumentarserie The Fabulous Sixties. Außerdem war er Begründer von Document Associates.
Für den Film Comeback der Liebe war er 1984 für den Oscar in der Kategorie Bester Film nominiert.
Hobel verstarb im Alter von 92 Jahren. Er hinterließ seine Frau und drei Kinder.

## Filmografie (Auswahl)
- 1983: Comeback der Liebe (Tender Mercies)